# Архиепархия Вильявисенсио

Герб архиепархии Вильявисенсио

Архиепархия Вилявисенсио (лат. Archidioecesis Villavicentiensis) — архиепархия Римско-Католической церкви с центром в городе Вильявисенсио, Колумбия. В митрополию Вильявисенсио входят епархии Гранады и Сан-Хосе-дель-Гуавьяре. Кафедральным собором архиепархии Вильявисенсио является церковь Пресвятой Девы Марии Кармельской.

## История
23 июня 1903 года Святой Престол учредил территориальную прелатуру Интенденсиас-Ориенталеса, выделив её из архиепархии Боготы. 16 марта 1908 года территориальная прелатура Интенденсиас-Ориенталеса была преобразована в апостольский викариат Лос-Льянос-де-Сан-Мартина.
9 июня 1949 года Римский папа Пий XII выпустил буллу «Evangelizationis operi», которой передал часть территории апостольского викариата Лос-Льянос-де-Сан-Мартина для возведения новой апостольской префектуры Миту. В этот же день апостольский викарит Лос-Льянос-де-Сан-Мартина был переименован в апостольский викариат Вильявисенсио.
7 апреля 1956 года апостольский викарит Вильявисенсио передал часть своей территории апостольской префектуре Вичады (упразднена в 1999 году).
16 января 1964 года апостольский викариат Вильявисенсио передал часть своей территории для образования новой апостольской префектуры Ариари (сегодня — епархия Гранады). 11 февраля 1964 года апостольский викариат Вильявисенсио был преобразован в епархию, став суффраганной епархией митрополии Боготы.
3 июля 2004 года Римский папа Иоанн Павел II издал буллу «Ad totius dominici», которой возвёл епархию Вильявисенсио в ранг архиепархии.

## Ординарии архиепархии
- епископ Joseph-Marie-Désiré Guiot S.M.M.[1] (4.04.1908 — 24.06.1939)
- епископ Frans Joseph Bruls Canisius S.M.M. (27.06.1939 — 26.04.1969)
- епископ Gregorio Garavito Jiménez S.M.M. (26.04.1969 — 3.05.1994)
- епископ Alfonso Cabezas Aristizábal C.M. (3.05.1994 — 16.06.2001)
- архиепископ Хосе Октавио Руис Аренас (16.07.2002 — 31.05.2007), назначен вице-председателем Папской комиссии по делам Латинской Америки
- архиепископ Óscar Urbina Ortega (с 30 ноября 2007 года)

## Источник
- Annuario Pontificio, Libreria Editrice Vaticana, Città del Vaticano, 2003, ISBN 88-209-7422-3
- Декрет Cum perplures Архивная копия от 3 января 2014 на Wayback Machine, ASS 35 (1902-03), стр. 752  (лат.)
- Булла Evangelizationis operi Архивная копия от 27 марта 2010 на Wayback Machine, AAS 42 (1950), стр. 133  (лат.)
- Булла Ad totius dominici Архивная копия от 18 мая 2014 на Wayback Machine  (лат.)